# Ромуло Бетанкур
Ромуло Ернесто Бетанкур Бељо (шп. Rómulo Ernesto Betancourt Bello; Гватире, 22. фебруар 1908 — Њујорк, 28. септембар 1981) био је председник Венецуеле у два наврата, од 1945. до 1948. и од 1959. до 1964. године , као и вођа Демократске акције, доминантне венецуеланске странке током 20. века. Преживео је покушај атентата којег је организовао Рафаел Леонидас Трухиљо, диктатор Доминиканске Републике. Међу народом Венецуеле остао је упамћен под називом Отац венецуеланске демократије.

## Биографија
Рођен је 1908. године у Гватиреу, тадашњем селу у близини Каракаса. Од 1914. године до 1920. године се школовао у приватној школи, коју је водила заједница Гватиреа и промовисао његов отац. Породица му се 1921. године преселила у Каракас, а 1926. године је дипломирао на Лицеју Каракас. Од 1927. је био запослен на Универзитету Венецуеле, где је стекао вредна животна и професионална искуства за будућу политичку каријеру.
Учествовао је у протестима против диктатуре Хуана Висентеа Гомеза 1928. године, који су завршили његовим и хапшењем његових најближих сарадника. У затвору су боравили само два месеца, а ослобођени су услед реакције утицајних и цењених грађана који су захтевали њихово ослобађање. Тако је Бетанкур стекао епитет борца за правду и демократију. Већ у априлу 1928. године учествовао је у побуни против диктатуре, али је након њеног неуспеха отишао из Венецуеле и живео у изганству на Курасау до 1936. године. Од тамо је пружао подршку борцима против Гомезове диктатуре.
У Костарики је 1929. године упознао своју будућу супругу, Кармен Валверде. Тамо је био вођа Комунистичке партије. Године 1937. је дао оставку на место секретара Комунистичке партије и вратио се у Венецуелу, где је основао странку која је од 1941. године била позната по именом Демократска акција.

### Први председнички мандат
Био је члан Револуционарне хунте која је 1945. године извршила пуч и тако постао нови председник Венецуеле. Током свог првог мандата обезбедио је сва права женама, основао институције за социјалне реформе и обезбедио за државу половину профита од нафте коју су експлоатисале стране компаније. Његова влада је уско сарађивала са Међународном организацијом за избеглице, омогућивши неколико десетина хиљадама људи, који након Другог светског рата нису имали камо да се врате, да добију дом и држављанство у Венецуели.
За новог председника 1948. године је био изабран Ромуло Гаљегос, књижевник и Бетанкуров пријатељ.
Приликом оснивања Организације америчких држава (ОАС) 1948. године, Бетанкур је био један од аутора Уставне повеље организације.

### Трећи егзил
Трочлана хунта, на челу с Маркосом Хименезом, је 27. новембра 1948. године извршила пуч против председника Гаљегоса, након чега је Бетанкур отишао у изгнанство у Њујорк. Током боравка у егзилу посветио се држању предавања о политичким проблемима и диктатурама које су тиштиле Венецуелу током већег дела њене савремене историје.
Бетанкур је током свог најдужег егзила пропутовао многе латиноамеричке земље, попут Кубе, Костарике и Порторика, и био вођа опозиције у егзилу против генерала Хименеза.

### Други председнички мандат
Након пада Хименеза с власти 1958. године, Бетанкур се вратио у Венецуелу и био изабран за новог председника на изборима 1958. године. Од бившег је председника наследио празну државну касу и огроман спољни дуг, али је с временом успео да врати државу у фискалну ликвидност. Бетанкуров министар за нафту је 1960. године основао две важне институације у Венецуели: Нафтну компанију Венецуеле и ОПЕК, међународну организацију највећих произвођача нафте у свету.
Спровео је и аграрну реформу у којој су непродуктивна земљишта у приватном власништву и државне парцеле додељене беземљашима како би зауставио опадање пољопривредне производње.
Бетанкур је био активан противник диктатуре Рафаела Трухиља у Доминиканској Републици. Трухиљо је развио мржњу према Бетанкуру и финансирао његове бројне протвнике који су ковали уроте да га збаце с власти. Заузврат је Бетанкур је случај изнео пред ОАС. Разбеснели Трухиљо је наредио својим страним агентима да убију Бетанкура. Они су 24. јула 1960. године активирали бомбу у колима смештенима у близини проласка председничких кола. Бетанкур је задобио опеклине од ватре по телу, али се опоравио након лечења и вратио председничкој дужности. Светска јавност се окренула против Трухиља, који је већ наредне године погинуо у атентату.
На изборима одржанима 1. децембра 1963. године по први пут је у историји Венецуеле извршен миран пренос власти с једног демократски изабраног председника на другог. Бетанкур је 11. марта 1964. године председничку ленту уручио Раулу Леонију.

### Каснији живот
Након завршетка председничког мандата, Бетанкуру је као бившем председнику додељено доживотно место у Сенату Венецуеле. До 1972. године је обишао више држава у свету и живео у Берну и Напуљу, након чега се вратио у Венецуелу.
У војим последњим годинама живота посветио се писању и животу са супругом Рене Хартман. Умро је 28. септембра 1981. године у Докторској болници у Њујорку.